# Седен, Мишель-Жан
Мише́ль-Жан Седе́н, Сёде́н (фр. Michel-Jean Sedaine; 2 июня 1719 года, Париж — 17 мая 1797 года, там же) — французский драматург и поэт, в своё время пользовавшийся большой известностью. Его прославили либретто французских комических опер, которые позволяют причислить Седена к создателям этой художественной формы в её окончательном виде.
Несмотря на блестящий успех своих пьес на сцене «Комеди-Франсез», Седен, будучи уже академиком (с 1786 года), продолжал писать либретто. Революция отвлекла от него внимание публики; он умер забытый и нищий.

## Творчество
- Стихи «Pièces fugitives», 1752
- Пьеса-драма «Философ, сам того не зная» (Le philosophe sans le savoir, 1765)
- Пьеса «Нечаянное пари» (La gageure imprévue, 1768);
- «Избранное» (Oeuvres choisies) издано в 1813 г. с биографической заметкой.

### Либретто к операм
- «Переполох» (Le diable à quatre, 1756, изд. в 1757);
- «Блез башмачник» (Blaise le savetier, 1759);
- «Всего не предусмотришь» (On ne s’avise jamais de tout, 1761);
- «Король и фермер» (Le roi et le fermier, 1762);
- «Алина, королева Голконды» или «Царица Голкондская» (Aline, reine de Golconde, 1766, театр «Опера»)
- «Роза и Колас» (Rose et Colas, 1764), перевод на русский Марии Сушковой (ок. 1783);
- «Дезертир» или «Беглый солдат» (Le déserteur, 1769);
- «Ричард Львиное Сердце» (Richard Cœur-de-Lion, 1784).
- «Панург» (1792)

## Ссылки

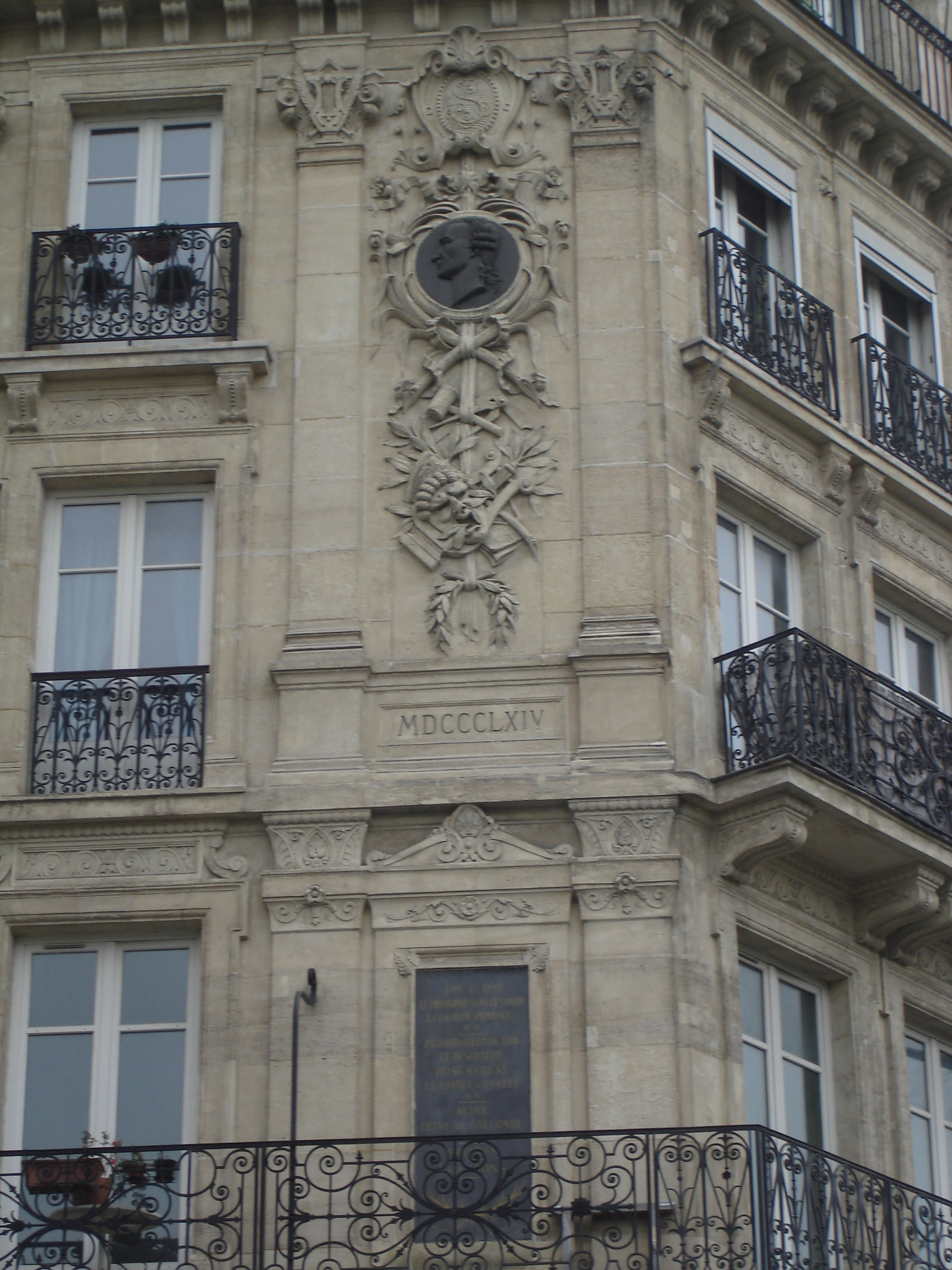
Медальон памяти М.-Ж. Седена на парижском доме